# 地域発!ど・ろーかるNEWS
『地域発!ど・ろーかるNEWS』（ちいきはつ どろーかる にゅーす）はJ:COMチャンネルが制作する情報番組。

## 概要
全国のJ:COM各局と各ケーブルテレビ局が連携して各地域の話題、祭り、イベントを中心に伝える。
番組構成としては全国のJ:COM各局と各ケーブルテレビ局の情報番組で放送された地域の話題を再構築して放送する。話題の合間にキャスターによるコメントや補足の情報が入る。日によってはよしもと住みます芸人による地域情報リポートも編成される。
2023年4月3日放送分からリニューアルされ、よしもと住みます芸人のコーナーが「おもろ〜かる!」としてレギュラー化された。
2024年4月1日放送分から週1回の放送に縮小された。

## コーナー
じいちゃんの秋田犬
秋田県のじいちゃん家に過ごす秋田犬の子育てに密着。
おもろ〜かる!
BSよしもとで放送された『Cheeky's a GoGo!』の人気コーナー「Cheekysスポット」、「Cheekysグルメ」の見所などを紹介する。
山﨑玲奈の地域っておもれ〜な!
各自治体が制作した面白ご当地PR動画を山﨑玲奈が紹介する。2023年7月10日から毎月第2週に放送。
山﨑玲奈の全力チア一ズ
2024年6月3日放送分から開始。2024年夏に開催されるパリパラリンピックに向けて頑張るパラアスリートを紹介する。
2024年9月2日放送分からはリニューアルされ、全国でご当地PRに取り組む観光協会の人たちを紹介する。2025年4月28日放送分で終了
ジモイチ笑タイム♪
2025年5月5日放送分から開始。全国各地のよしもと住みます芸人がご当地ナンバー1の推しを紹介する。

## 曜日別エリア（2023年度まで）
- 月曜：関西・東海
- 火曜：中国・四国
- 水曜：九州・沖縄
- 木曜：関東・甲信
- 金曜：北海道・東北・北陸

## キャスター
- アナウンサー
  - 月・水：上田一輝
  - 火・木・金：福井瑞規
  - 火・木・金：宮本夏帆
  - 火・木・金：篠原早紀

## 放送時間
- J:COMチャンネル
  - 月 - 金 28:00 - 28:30（2022年10月3日 - 2023年3月31日） → 15:00 - 15:30（2023年4月3日 - 9月29日） → 11:30 - 12:00（2023年10月2日 - 2024年3月29日）
- BSよしもと
  - 月 - 金 8:00 - 8:30（2022年10月3日 - 2023年6月30日） → 9:00 - 9:30（2023年7月3日 - 2024年3月29日）
  - 土 10:30 - 11:00（2024年4月6日 - 2025年6月28日）
  - 土 16:30 - 17:00（2025年7月5日 - ）

## 協力ケーブルテレビ局
一部の協力ケーブルテレビ局では当番組を番販扱いで遅れ放送している。

### 関西・東海
- 近鉄ケーブルネットワーク（奈良）
- スターキャット（愛知）
- シー・ティー・ワイ／ケーブルネット鈴鹿（三重）

### 中国・四国
- 三次ケーブルビジョン（広島）
- 山陰ケーブルビジョン（島根）
- テレビトクシマ（徳島）
- ケーブルメディア四国（香川）
- よさこいケーブルネット（高知）

### 九州・沖縄
- 五島テレビ（長崎）
- 大分ケーブルテレコム（大分）
- 宮崎ケーブルテレビ（宮崎）

### 北海道・東北・北陸
- 苫小牧ケーブルテレビ（北海道）
- 秋田ケーブルテレビ（秋田）
- 西会津町ケーブルテレビ（福島）
- こしの都ネットワーク（福井）